# Þingeyri

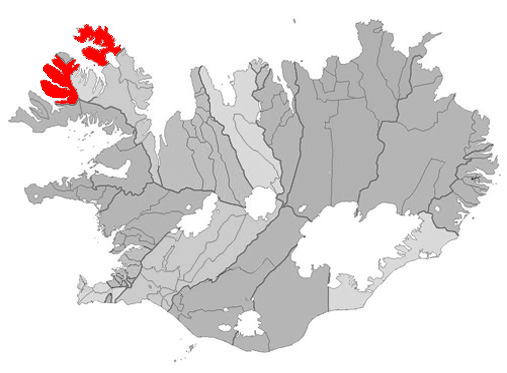
Poloha obce Ísafjarðarbær

Þingeyri je vesnice na severozápadě Islandu. Leží na poloostrově Vestfirðir, v obci Ísafjarðarbær, na jižním břehu fjordu Dýrafjörður. Žije zde 247 obyvatel.
Þingeyri patří mezi nejstarší osídlení na poloostrově Westfjords. Místo je trvale osídlené od roku 1787. Byla zde postavena první obchodní stanice na poloostrově. V Þingeyri se nacházejí ruiny středověké boudy, která sloužila shromážděním, na což odkazuje i název sídla: þing značí shromáždění, sněm.
Za vsí se nachází malé letiště Þingeyri s jedinou drahou, přibližně kilometrovou.

## Galerie

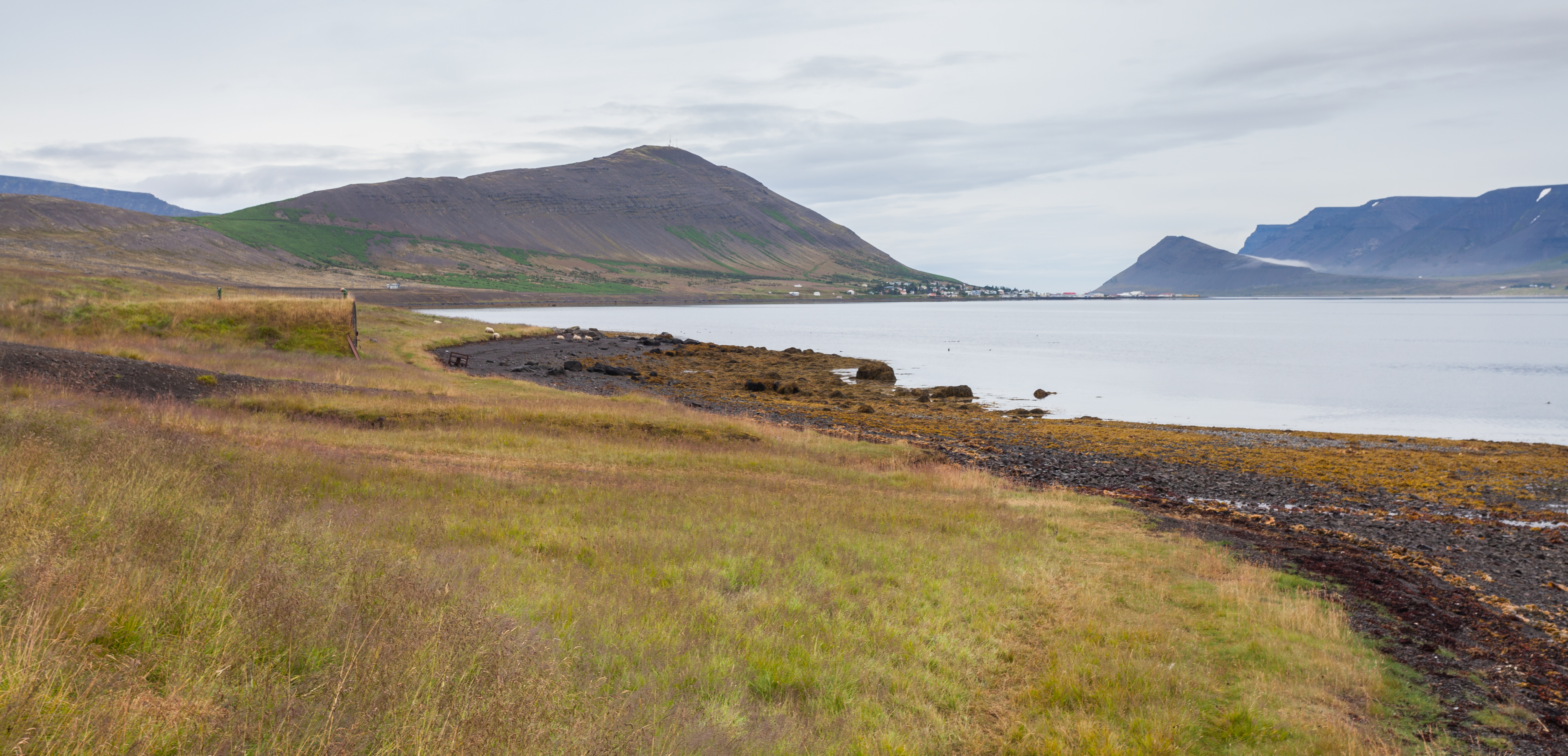
Þingeyri od východu
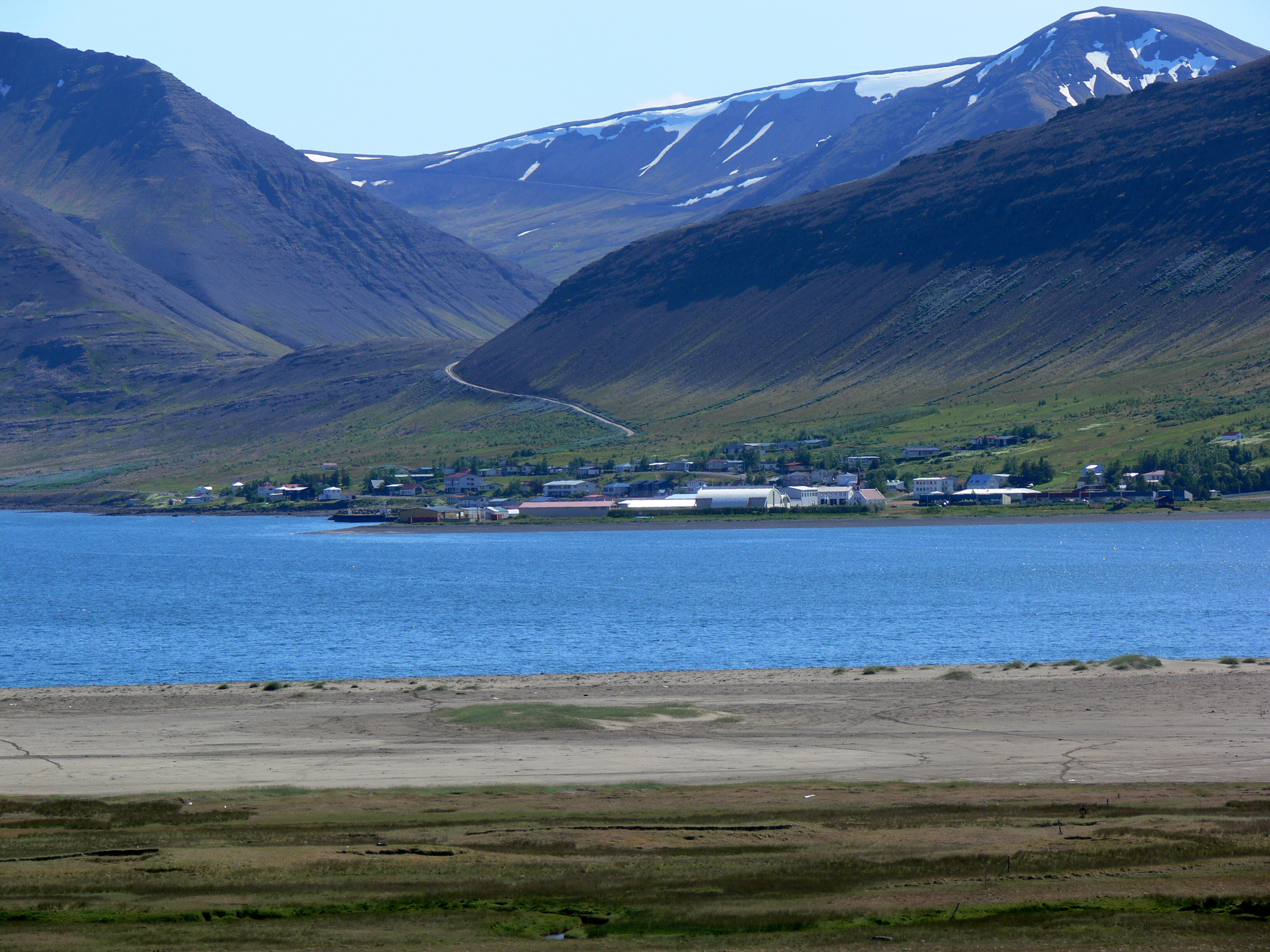
Þingeyri od západu
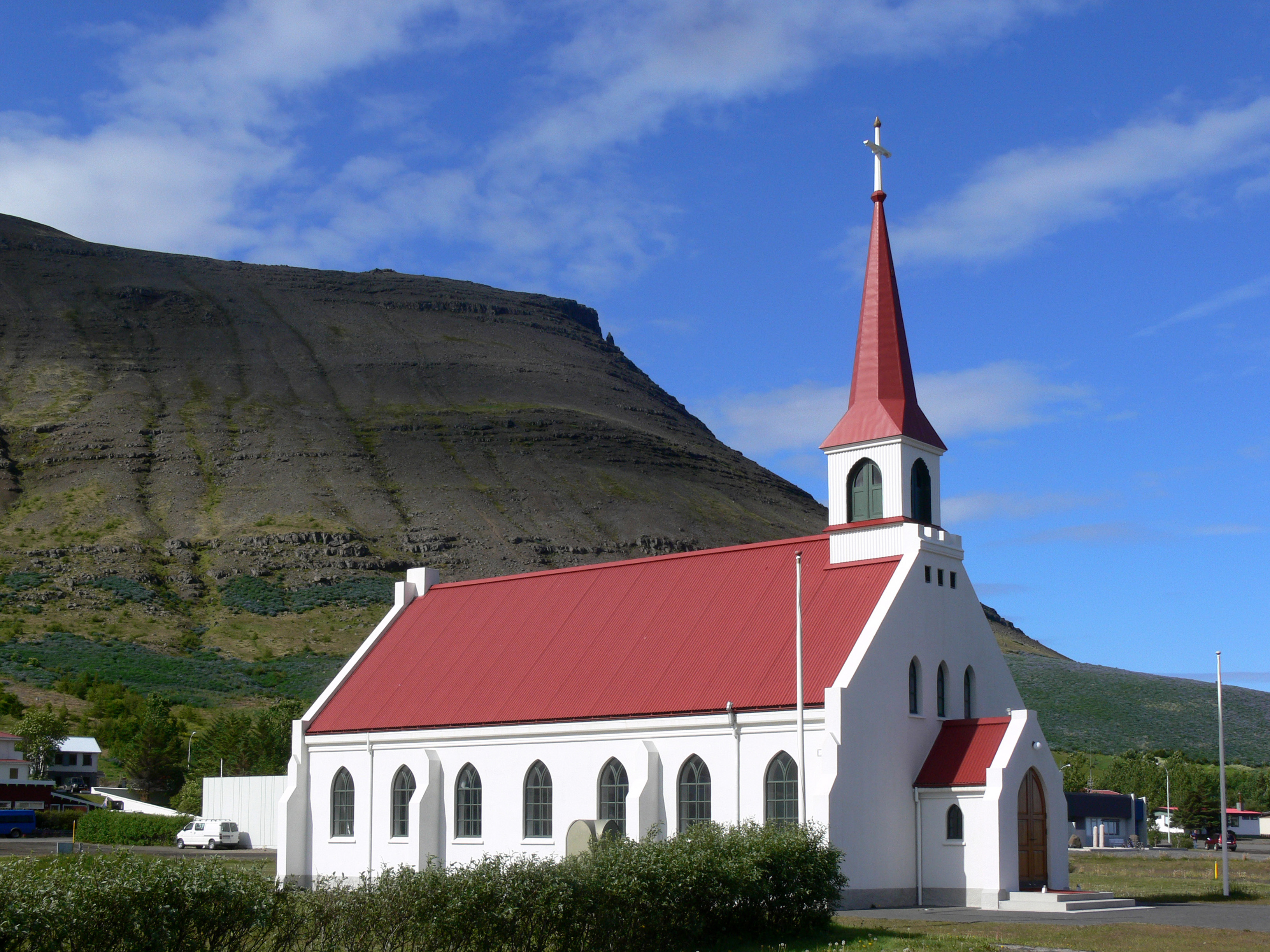
Místní kostel